# آلکساندر آبالیان
آلکساندر ملکومی آبالیان (ارمنی: Ալեքսանդր Մելքումի Աբալյան؛  زادهٔ ۱۰ سپتامبر ۱۹۰۷ - درگذشته ۱۹۸۲) پرورش‌دهنده انگور اهل ارمنستان بود.

## زندگی‌نامه
وی در ۱۰ سپتامبر ۱۹۰۷ در hy:Ջաբրայիլի գավառ به دنیا آمد . همچنین برندهٔ جوایزی همچون قهرمان کار سوسیالیست (۱۹۵۰), نشان لنین (۱۹۵۰ و ۱۹۵۱)، نشان پرچم سرخ کار (۱۹۴۹)، مدال دفاع از قفقاز (۱۹۴۵) و مدال به خاطر پیروزی مقابل آلمان در جنگ بزرگ میهنی (۱۹۴۵–۱۹۴۱) شده‌است. وی در ۱۹۸۲ در سن ۷۵ سالگی در شهرستان هادروت درگذشت.